# Serguéi Kravtsov (ciclista)
Serguéi Tarásovich Kravtsov –en ruso, Сергей Тарасович Кравцов; en ucraniano, Сергій Тарасович Кравцов, Serhi Tarasovych Kravtsov– (Járkov, 15 de febrero de 1948) es un deportista soviético de origen ucraniano que compitió en ciclismo en la modalidad de pista.
Ganó dos medallas de plata en el Campeonato Mundial de Ciclismo en Pista, en los años 1971 y 1974, en la prueba de velocidad individual.
Participó en tres Juegos Olímpicos de Verano, entre los años 1968 y 1976, ocupando el quinto lugar en Montreal 1976, en velocidad individual, y el octavo en México 1968, en el kilómetro contrarreloj.

## Medallero internacional
| Campeonato Mundial | Campeonato Mundial | Campeonato Mundial | Campeonato Mundial       |
| Año                | Lugar              | Medalla            | Competición              |
| ------------------ | ------------------ | ------------------ | ------------------------ |
| 1971               | Varese ( Italia)   | Medalla de plata   | Velocidad individual (A) |
| 1974               | Montreal ( Canadá) | Medalla de plata   | Velocidad individual (A) |